# Lago Vista
Lago Vista é uma cidade localizada no estado norte-americano do Texas, no Condado de Travis.

## Demografia
Segundo o censo norte-americano de 2000, a sua população era de 4507 habitantes.
Em 2006, foi estimada uma população de 5794, um aumento de 1287 (28.6%).

## Geografia
De acordo com o United States Census Bureau tem uma área de 24,3 km², dos quais 22,6 km² cobertos por terra e 1,7 km² cobertos por água.

## Localidades na vizinhança
O diagrama seguinte representa as localidades num raio de 12 km ao redor de Lago Vista.